# Dresdner SC (Volleyball)
Die Volleyball-Abteilung des Dresdner SC wurde 1990 gegründet. Die erste Frauenmannschaft spielt in der Bundesliga und war sechsmal Deutscher Meister, sechsmal DVV-Pokalsieger und einmal Challenge-Cup-Sieger auf europäischer Ebene.

## Team
Der Kader für die Saison 2025/26 besteht aus folgenden Spielerinnen.
| Name                 | Nr. | Nation             | Größe  | Geburtsdatum  | Position | im Verein seit | Vertrag bis |
| -------------------- | --- | ------------------ | ------ | ------------- | -------- | -------------- | ----------- |
| Rosa Entius          | 5   | Niederlande        | 1,93 m | 17. Sep. 2003 | D        | 2025           | 2026        |
| Emma Grome           | 4   | Vereinigte Staaten | 1,75 m | 2. Sep. 2002  | Z        | 2025           | 2026        |
| Jette Kuipers        | 8   | Niederlande        | 1,86 m | 23. Juli 2002 | AA       | 2025           | 2026        |
| Marta Levinska       | 15  | Lettland           | 1,88 m | 6. Sep. 2001  | D        | 2024           | 2026        |
| Lorena Lorber Fijok  | 17  | Slowenien          | 1,75 m | 17. Feb. 2003 | AA       | 2024           | 2026        |
| Patricia Nestler     | 1   | Deutschland        | 1,71 m | 17. Mai 2001  | L        | 2024           | 2026        |
| Mette Pfeffer        | 12  | Deutschland        | 1,90 m | 12. Juli 2005 | MB       | 2025           | 2026        |
| Amanda Siksna        | 11  | Kanada             | 1,85 m | 20. Aug. 2002 | MB       | 2025           | 2028        |
| Amelia van der Werff | 6   | Vereinigte Staaten | 1,91 m | 11. März 2002 | MB       | 2025           | 2026        |
| Larissa Winter       | 2   | Deutschland        | 1,80 m | 12. Apr. 2004 | Z        | 2023           | 2026        |
| Teresa Ziegenbalg    | 7   | Deutschland        | 1,80 m | 13. Sep. 2006 | AA       | 2025           | 2028        |

Positionen: AA = Annahme/Außen, D = Diagonal, L = Libero, MB = Mittelblock, Z = Zuspiel
| Neuzugänge 2025      | Neuzugänge 2025      | Abgänge 2025                  | Abgänge 2025                     |
| Spielerin            | bisheriger Verein    | Spielerin                     | neuer Verein                     |
| -------------------- | -------------------- | ----------------------------- | -------------------------------- |
| Rosa Entius          | USC Münster          | Emma Clothier                 | HR Macerata                      |
| Emma Grome           | Changas de Naranjito | Wiktorija Ruslanowna Demidowa | unbekannt                        |
| Jette Kuipers        | SC Potsdam           | Lotte Goertz                  | Schwarz-Weiss Erfurt             |
| Mette Pfeffer        | VC Olympia Dresden   | Stamatia Kyparissi            | Enodoro Marsala                  |
| Amanda Siksna        | Queen’s University   | Nathalie Lemmens              | Bartoccini-Mc Restauri Perugia   |
| Amelia van der Werff | Slávia Bratislava    | Julie Lengweiler              | Moya Radomka Radom               |
| Teresa Ziegenbalg    | VC Olympia Dresden   | Lena Linke                    | Schwarz-Weiss Erfurt             |
|                      |                      | Sarah Straube                 | Volley San Giovanni in Marignano |

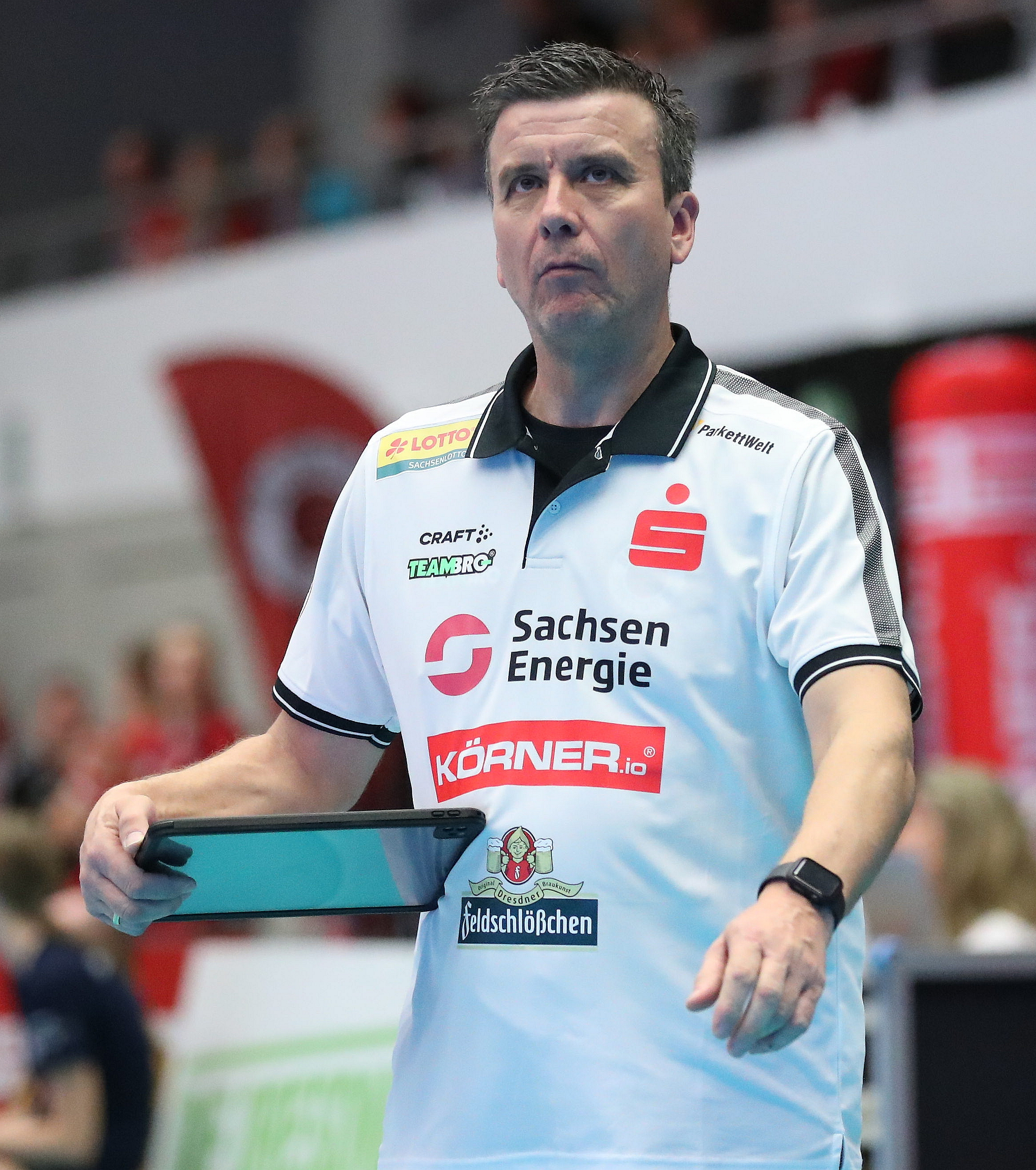
Alexander Waibl (Cheftrainer seit 2009)

Cheftrainer ist seit 2009 Alexander Waibl. Er hat einen Vertrag bis 2030. Er wird von Co-Trainer und Scout Max Filip und Athletiktrainer Łukasz Zarębkiewicz unterstützt. Für die medizinische Betreuung sind die Ärzte Attila Höhne und Tino Lorenz sowie die Physiotherapeuten Johannes Bendler, Verena Biegel, Clemens Hanske und Eva Rodemann zuständig. Der Vorstandsvorsitzende der Abteilung Volleyball des Dresdner SC ist seit März 2024 Hubert Körner, welcher Jörg Dittrich nachfolgte, der das Amt zuvor seit 2010 ausgeübt hatte. Die Geschäftsführerin der DSC 1898 Volleyball GmbH ist Sandra Zimmermann. Das Maskottchen heißt Burny.

## Bundesliga

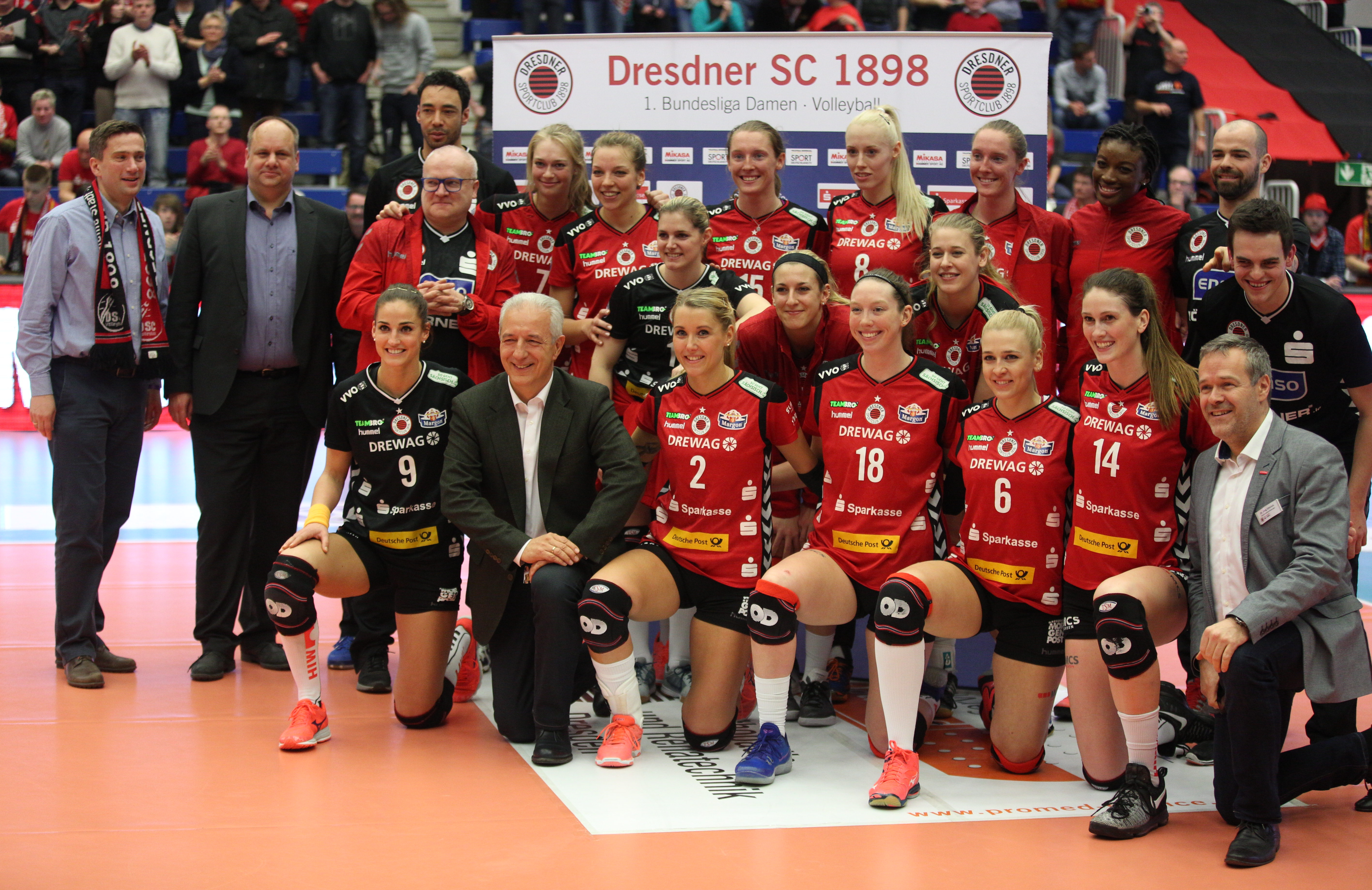
Das Team der Saison 2016/17 zusammen mit Martin Dulig, Dirk Hilbert und Stanislaw Tillich.

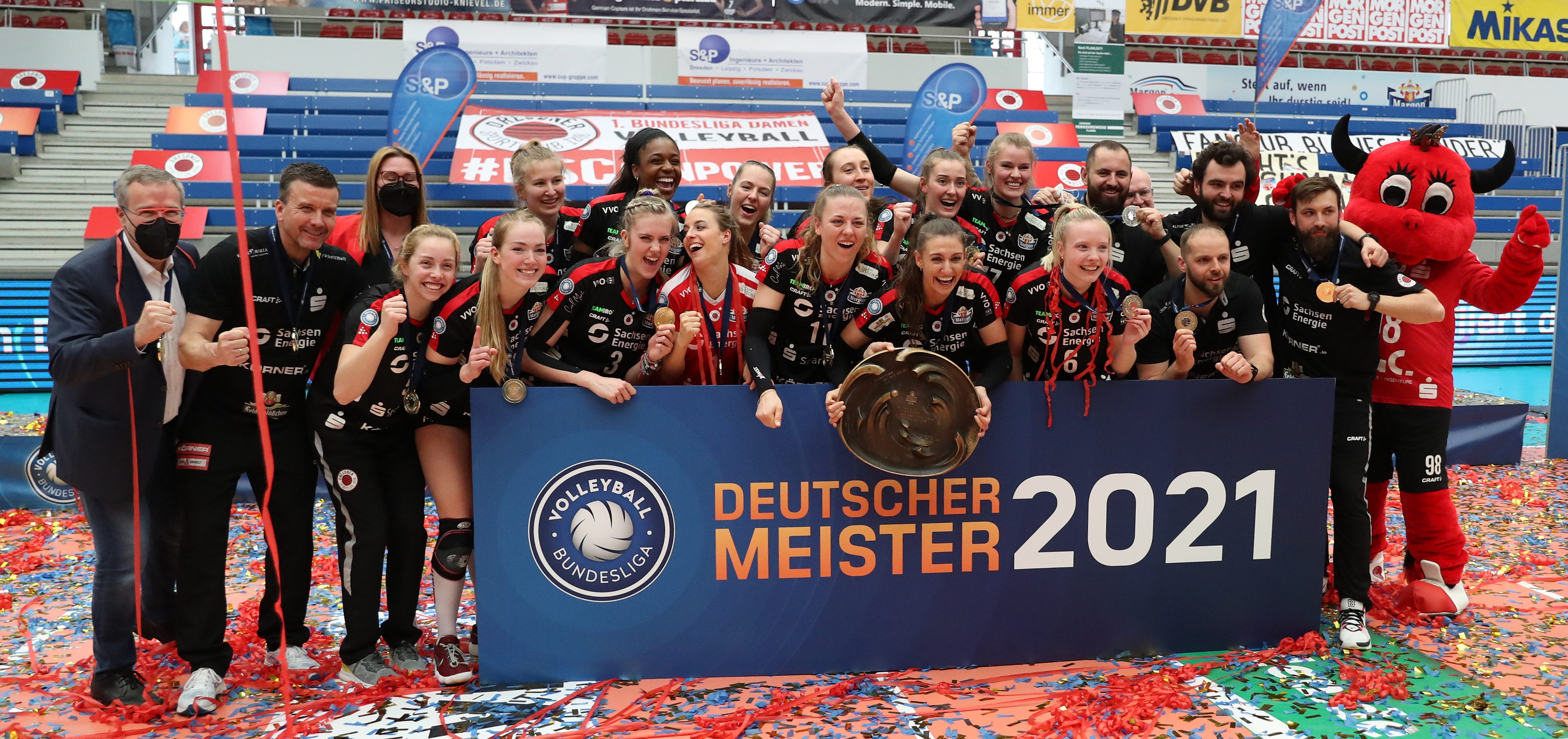
Das Meisterschaftsteam der Saison 2020/21.

Die Dresdnerinnen spielen seit 1997 in der 1. Bundesliga. 1999 wurden sie erstmals Deutscher Meister. In der Saison 2007 konnten sie den Titel erneut gewinnen. In der Saison 2007/08 wurden sie Vizemeister. In der Saison 2008/09 erreichten sie Platz drei und 2010 Platz vier. 2011, 2012 und 2013 unterlagen die Dresdnerinnen erst im Finale der Play-offs dem Schweriner SC und wurden jeweils Vizemeister. In der Saison 2013/14 konnte das Team mit drei Siegen im Meisterschaftsfinale gegen die Roten Raben Vilsbiburg den dritten Meistertitel feiern. In der Saison 2014/15 gewannen die Dresdnerinnen mit drei Siegen im Meisterschaftsfinale gegen Allianz MTV Stuttgart den vierten Meistertitel. In der Folgesaison konnte man nach fünf Finalspielen gegen denselben Gegner den Titel verteidigen. In der Saison 2020/21 standen die Dresdnerinnen erneut gegen Stuttgart im Play-off-Finale. Nachdem die ersten beiden Spiele der Best-of-Five-Serie verloren gegangen waren, gewann Dresden die restlichen Partien und sicherte sich damit erneut den Meistertitel.

## DVV-Pokal
Der Dresdner SC schaffte 1999 mit dem Pokalsieg das Double. Drei Jahre später holten sie den DVV-Pokal zum zweiten Mal und gewannen auch den Supercup. In den Saisons 2007 und 2009 wurde der Dresdner SC Vize-Pokalsieger. Im folgenden Jahr 2010 gelang erneut der Pokalsieg. Durch einen 3:2-Finalsieg über Allianz MTV Stuttgart gewannen die Dresdnerinnen 2016 zum vierten Mal den DVV-Pokal. 2018 gewann man durch ein 3:0 im Finale gegen den 1. VC Wiesbaden zum fünften Mal den Pokal. Der sechste Titel folgte 2020.

## Europapokal
Als Deutscher Meister spielten die Dresdnerinnen in der Spielzeit 2007/08 bereits zum zweiten Mal nach 2002/03 im Challenge Cup. Nach einem Freilos in der ersten Runde setzten sie sich mit zwei 3:2-Siegen gegen Radnički NIS Petrol Belgrad durch. Mit weiteren Siegen in der dritten Runde gegen Universidad de Burgos und im Achtelfinale gegen Panathinaikos Athen erreichten sie das Viertelfinale. Nach einer Hinspiel-Niederlage gegen Las Palmas drehten sie das Spiel im Entscheidungssatz. Beim Final Four in Bursa gewann der DSC nach dem 0:3 im Halbfinale gegen Vakıfbank Güneş Sigorta İstanbul das Spiel um den dritten Platz gegen das rumänische Team Știința Bacău.
2010 trug der Dresdner SC erstmals in seiner Vereinsgeschichte als einer der vier Halbfinalisten das Final Four des Challenge Cups aus. Der Dresdner Sportclub konnte sich in Dresden gegen Asterix Kieldrecht aus Belgien (2. Platz) sowie Galatasaray Istanbul aus der Türkei (3. Platz) durchsetzen und wurde Sieger des Challenge Cups 2010. In der Saison 2011/12 spielte der DSC in der Champions League, in der man im Achtelfinale gegen VK Dynamo Kasan ausschied. In der Champions-League-Saison 2012/13 schied der DSC in der Gruppenphase aus. In der Saison 2013/14 belegte das Team des DSC den dritten Platz in seiner Gruppe, qualifizierte sich damit für die Challenger Round des CEV-Pokals und erreichte das Halbfinale des Wettbewerbs.